# Орбетелло
Орбете́лло (итал. Orbetello) — город в итальянском области Тоскана в провинции Гроссето. Расположен на расстоянии 44 километров от столицы провинции, города Гроссето, на узкой косе, находящейся в центре лагуны Орбетелло.
Коммуна Орбетелло разделена на фракции: Альбиния, Анседония, Фонтебланда, Джаннелла, Кватро-Страде, Сан-Донато.
Покровителем города считается Власий Севастийский. Праздник города 3 февраля .

## История
Первые стоянки человека появились в этих краях ещё в доисторическую эпоху, а во времена этрусков на территории современного города находилось процветающее поселение, о чём свидетельствуют руины крепостных стен VII века.

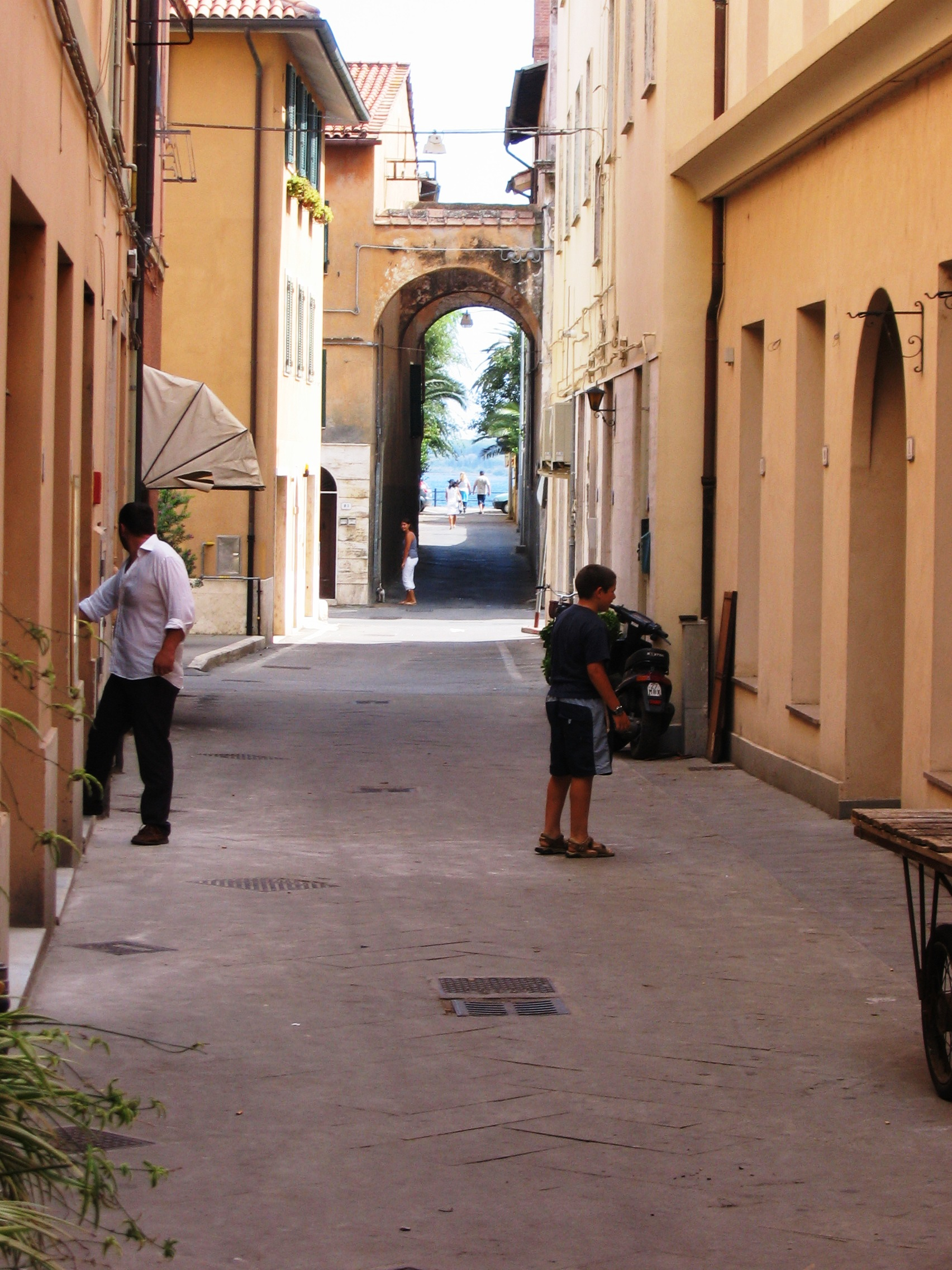
Улицы Орбетелло

В начале IX века папа Лев III и король Карл Великий передали Орбетелло в дар римскому аббатству апостола Павла «На трёх фонтанах», о чём свидетельствует дарительная грамота от 805 года. Город был подчинён аббатству на протяжении четырёх веков, а с XIII века перешёл в собственность семьи Альдобрандески.
В начале XIV века Орбетелло отошёл семье Орсини, графам ди Питильяно. Их потомок, граф Никколо Орсини во время Итальянских войн 1492—1559 годов защищал Падую от императора Священной Римской империи Максимилиана I. 
В 1414 году Орбетелло был завоеван сиенецами и на столетие вошёл в состав Сиенской республики.
В 1557 году город заняла объединённая армия Испании и Священной Римской империи. В период подчинения Орбетелло Испании король Филипп II значительно усовершенствовал фортификационные сооружения города. В XVIII веке город вошёл в состав Королевства Обеих Сицилий, и таким образом находился под властью сначала австрийской династии Габсбургов, а затем неаполитанской ветви Бурбонов.
В начале XIX века Тоскана была завоёвана Наполеоном, и Орбетелло стал частью подчинённого Франции королевства Этрурия. После поражения Наполеона город в 1815 году вошёл в состав Великого герцогства Тосканского и до объединения Италии находился под властью Габсбург-Лотарингского дома, а в 1861 году, во время царствования Виктора Эммануила II, стал частью единого королевства Италия.

## Население
| Изменение численности населения Орбетелло в период с 1861 по 2001 гг. |       |       |       |       |       |       |
| 1861                                                                  | 1871  | 1881  | 1901  | 1911  | 1921  | 1931  |
| 3391                                                                  | 3902  | 4407  | 4626  | 5308  | 6746  | 8421  |
| 1936                                                                  | 1951  | 1961  | 1971  | 1981  | 1991  | 2001  |
| 9171                                                                  | 12114 | 13457 | 13552 | 14738 | 14862 | 14607 |

## Экономика

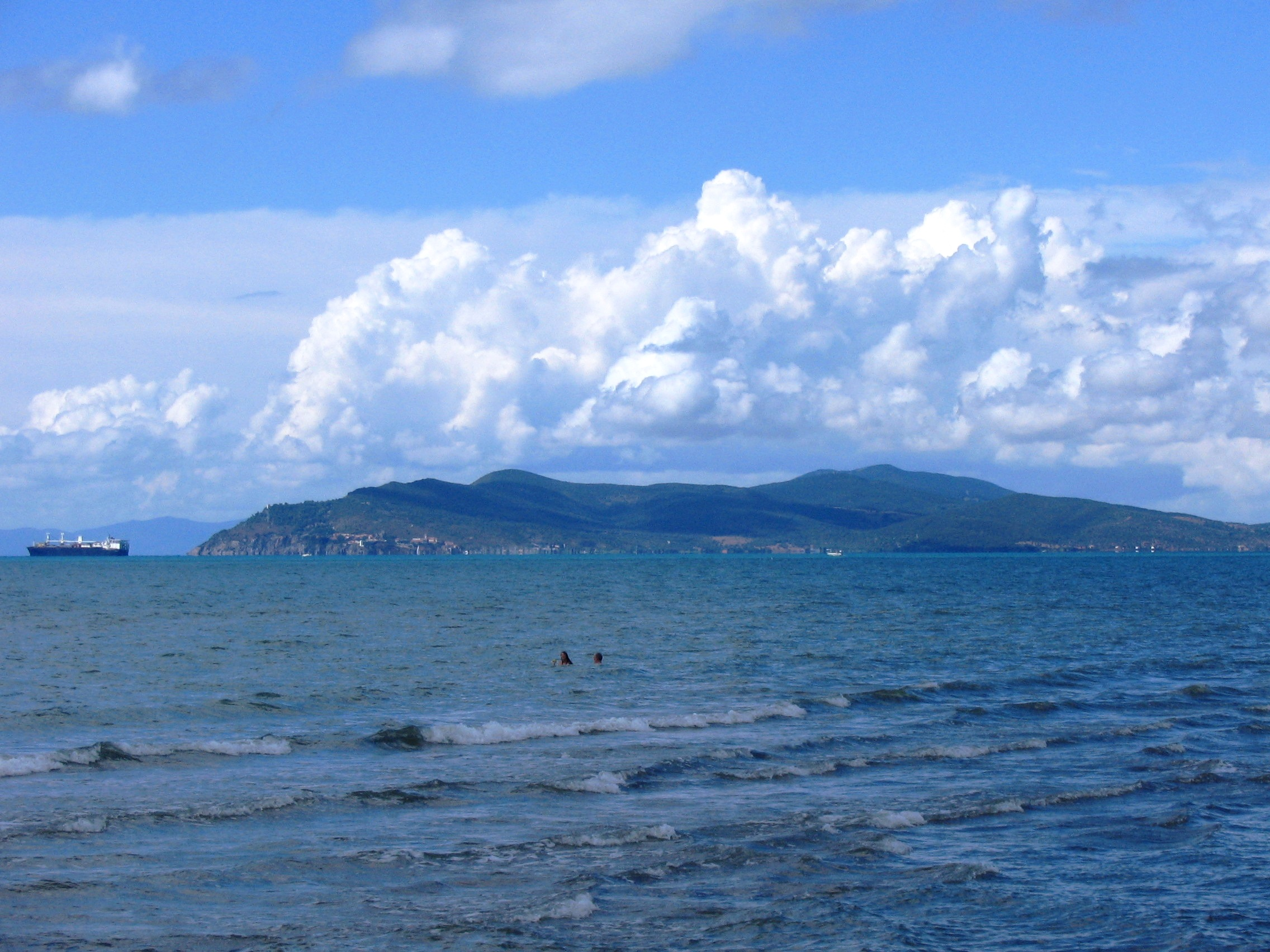
Вид на море

Город расположен в очень живописной местности, и потому основная сфера его экономики — туризм. Промышленность занимает второе место и ограничена в основном морским судостроением и переработкой продуктов сельского хозяйства. Кроме того в городе функционируют предприятия по разведению в лагунах лавраков и золотых рыбок.